# Andrea Samsonová
Andrea Samsonová (Bruntál, 19 agosto 1974) è un'ex cestista ceca, fino al 1992 cecoslovacca.

## Carriera
Con la Rep. Ceca ha disputato tre edizioni dei Campionati europei (1995, 1997, 1999).